# 岡部怜央
岡部 怜央（おかべ れお、1999年4月8日 - ）は将棋棋士。加瀬純一七段門下。棋士番号は331。山形県鶴岡市出身。

## 棋歴
将棋を始めたきっかけは、小学1年生の頃に、2歳上の兄が祖父と指しているのを見て、自然に覚えた。
奨励会には12歳で入会。鶴岡から3～4時間かけて東京に行き、将棋を指して深夜バスで帰り、翌日は朝から学校に行くという生活だった。
三段リーグには第60回（2016年度下期）より参戦。5年間の三段生活は「とても厳しかった。昇段の可能性が消えたリーグはモチベーションを保つのに苦労した」と振り返るほど苦労していた。
3期目までは勝ち星が一桁に止まっていたが、4期目の第63回三段リーグでは13勝5敗の好成績を収めた。しかし、順位が上の山本博志と同じ成績だったため、あと1勝が足りずに4位で昇段を逃した。
10期目となった第69回三段リーグでは、4期目に次ぐ成績である12勝6敗の成績を収めるも、やはり昇段に届かず5位止まりであった。しかし、この成績による5位という高順位が、結果的に次期70回での昇段への足掛かりとなる（後述）。
11期目の第70回三段リーグ（2021年度下期）では11連勝をするなど好調を維持し、昇段は確定していなかったものの14勝2敗の暫定1位で最終日を迎えた。そのため、前期の成績による高順位（5位）の恩恵もあり、最終日では「2局の内1勝する」、又は「（2連敗の場合でも）昇段争いのライバルである徳田拳士が2連敗するか、片山史龍が1敗する」と昇段確定という、極めて有利な状況であった。結果、1局目は敗れたものの片山も同じく敗れたため、この時点での四段昇段が確定した（最終局は勝利したため、結果的に1位での昇段となった）。

### プロ入り後
デビューとなった2022年度は第64期王位戦にて活躍。近藤誠也、佐々木勇気、佐藤康光といった強豪相手に5連勝して、王位リーグ入りを果たした（リーグ戦は白組にて1勝4敗での陥落に終わった）。
2024年度の第83期順位戦C級2組では8勝2敗の成績でリーグ2位となり順位戦初昇級。規定により五段へと昇段した。同年度は将棋大賞の表彰対象である対局数・勝利数・連勝数の3部門で1位、勝率部門で2位に輝き、1位となった3部門に新人賞を加えた4賞を受賞した。

## 人物・エピソード
山形県出身のプロ棋士は阿部健治郎以来13年ぶり4人目（他の2人は飯田弘之と北楯修哉）。
兄の岡部寛大も奨励会入りしたが、早く退会した。その後2015年の全国高等学校将棋選手権大会で優勝している。
対局の前日はサウナでコンディションを整えている。また、ポーカーをYoutubeで見るのにハマっている。
岡部の四段昇段は、師匠である加瀬純一門下としては16年ぶりとなる、4人目のプロ棋士誕生となった（同門下の女流棋士である加藤圭を加えると5人目）。16年ぶりのプロ入りという事もあり、師匠の加瀬は岡部が昇段した当日に、喜びと感謝の気持ちをTwitterに投稿した。

## 昇段履歴
昇段規定は、将棋の段級 を参照。
- 2011年09月00日 : 6級 = 関東奨励会入会
- 2016年04月03日 : 三段（第60回奨励会三段リーグ戦<2016年度後期>からリーグ参加）[9][10]
- 2022年04月01日 : 四段（第70回奨励会三段リーグ成績1位）[11][12]
- 2025年03月11日 : 五段（順位戦C級1組昇級）[13]

## 主な成績

### 将棋大賞
- 第52回（2024年度）- 最多勝利賞（49勝）、最多対局賞（63局）、連勝賞（17連勝）、新人賞

### 在籍クラス
| 開始 年度 | (出典)順位戦出典 | (出典)順位戦出典 | (出典)順位戦出典 | (出典)順位戦出典 | (出典)順位戦出典 | (出典)順位戦出典 | (出典)順位戦出典 | (出典)順位戦出典 | (出典)竜王戦出典 | (出典)竜王戦出典 | (出典)竜王戦出典 | (出典)竜王戦出典 | (出典)竜王戦出典 | (出典)竜王戦出典 | (出典)竜王戦出典 | (出典)竜王戦出典 | (出典)竜王戦出典 | (出典)竜王戦出典 |
| 開始 年度 | 期               | 名人             | A級              | B級              | B級              | C級              | C級              | 0                | 期               | 竜王             | 1組              | 2組              | 3組              | 4組              | 5組              | 6組              | 決勝 T           |                  |
| 開始 年度 | 期               | 名人             | A級              | 1組              | 2組              | 1組              | 2組              | 0                | 期               | 竜王             | 1組              | 2組              | 3組              | 4組              | 5組              | 6組              | 決勝 T           |                  |
| --- | ---------------- | ---------------- | ---------------- | ---------------- | ---------------- | ---------------- | ---------------- | ---------------- | ---------------- | ---------------- | ---------------- | ---------------- | ---------------- | ---------------- | ---------------- | ---------------- | ---------------- | ---------------- |
| 2022 | 81               |                  |                  |                  |                  |                  | C255             | 6-4              | 36               |                  |                  |                  |                  |                  |                  | 6組              | --               | 2-1/昇1-1        |
| 2023 | 82               |                  |                  |                  |                  |                  | C222             | 8-2              | 37               |                  |                  |                  |                  |                  |                  | 6組              | --               | 0-1/昇7-1        |
| 2024 | 83               |                  |                  |                  |                  |                  | C205             | 8-2              | 38               |                  |                  |                  |                  |                  |                  | 6組              | --               | -                |
| 2025 | 84               |                  |                  |                  |                  | C1               |                  | -                | 39               | (開始前)         | (開始前)         | (開始前)         | (開始前)         | (開始前)         | (開始前)         | (開始前)         | (開始前)         | (開始前)         |
| 順位戦、竜王戦の 枠表記 は挑戦者。右欄の数字は勝-敗(番勝負/PO含まず)。 順位戦の右数字はクラス内順位 ( x当期降級点 / *累積降級点 / +降級点消去 ) 順位戦の「F編」はフリークラス編入 /「F宣」は宣言によるフリークラス転出。 竜王戦の 太字 はランキング戦優勝、竜王戦の 組(添字) は棋士以外の枠での出場。 |                  |                  |                  |                  |                  |                  |                  |                  |                  |                  |                  |                  |                  |                  |                  |                  |                  |                  |

### 年度別成績
| 年度         | 対局数 | 勝数 | 負数 | 勝率   | (出典) | 通算成績 | 通算成績 | 通算成績 | 通算成績 | 通算成績 |
| ------------ | ------ | ---- | ---- | ------ | ------ | -------- | -------- | -------- | -------- | -------- |
| 2022年度     | 37     | 21   | 16   | 0.5675 | [ 16 ] | 対局数   | 勝数     | 負数     | 勝率     | (出典)   |
| 2023年度     | 39     | 23   | 16   | 0.5897 | [ 17 ] | 76       | 44       | 32       | 0.6470   | [ 18 ]   |
| (小計)       | 76     | 44   | 32   | 0.6470 |        |          |          |          |          |          |
| 通算         | 76     | 44   | 32   | 0.6470 | [ 18 ] |          |          |          |          |          |
| 2023年度まで |        |      |      |        |        |          |          |          |          |          |